# 今林町
今林町（いまばやしちょう）は、愛知県瀬戸市山口連区の町名。丁番を持たない単独町名である。

## 地理
- 瀬戸市南部に位置する[8]。西を白山町、北を緑町・八幡台、東を大坂町、南を石田町と隣接している[8]。
- 旧集落は米泉川左岸の山麓に帯状に続き、大津・金谷・山田姓が多数を占める[8]。

### 河川
- 米泉川（矢田川（山口川）支流） ： 町の中央部を西流している。

- 米泉川（今林町内）

### 学区
市立小・中学校に通う場合、学区は以下の通りとなる。また、公立高等学校に通う場合の学区は以下の通りとなる。
| 番・番地等 | 小学校               | 中学校             | 高等学校 |
| ---------- | -------------------- | ------------------ | -------- |
| 全域       | 瀬戸市立幡山東小学校 | 瀬戸市立幡山中学校 | 尾張学区 |

## 歴史

### 町名の由来
昔、この一帯は大森林地帯であったが、山口川の度重なる氾濫で大森林が林のようになり、金谷一族らが移住してきて切り開いたという。そしてその名残に今林というようになったといわれる。1780年（安永9年）頃の和歌に「秋は猶 茂れる杉の 今林 朝霧ふかく 立そめにける」と詠われている。

### 沿革
- 1981年（昭和56年）3月31日 - 瀬戸市大字山口字大坂・石田の各一部により、同市今林町として成立[2]。

## 世帯数と人口
2024年（令和6年）2月1日現在の世帯数と人口は以下の通りである。
| 町丁   | 世帯数  | 人口  |
| ------ | ------- | ----- |
| 今林町 | 199世帯 | 471人 |

### 人口の変遷
国勢調査による人口の推移。
| 1995年（平成7年）  | 345人 | [ 12 ] |  |
| 2000年（平成12年） | 372人 | [ 13 ] |  |
| 2005年（平成17年） | 340人 | [ 14 ] |  |
| 2010年（平成22年） | 357人 | [ 15 ] |  |
| 2015年（平成27年） | 434人 | [ 16 ] |  |
| 2020年（令和2年）  | 468人 | [ 17 ] |  |

### 世帯数の変遷
国勢調査による世帯数の推移。
| 1995年（平成7年）  | 103世帯 | [ 12 ] |  |
| 2000年（平成12年） | 128世帯 | [ 13 ] |  |
| 2005年（平成17年） | 135世帯 | [ 14 ] |  |
| 2010年（平成22年） | 133世帯 | [ 15 ] |  |
| 2015年（平成27年） | 162世帯 | [ 16 ] |  |
| 2020年（令和2年）  | 187世帯 | [ 17 ] |  |

## 交通

### 鉄道
町内に鉄道は走っていない。最寄り駅は愛知環状鉄道・愛知環状鉄道線山口駅・瀬戸口駅になる。

### バス
名鉄バス「東山線」
- 【18】瀬戸駅前 - 菱野団地 - 愛・地球博記念公園駅 系統が走っているが、町内にバス停はない。最寄りのバス停は石田町バス停になる。

名鉄バス「本地ヶ原線」
- 【35】名鉄バスセンター - 引山 - 四軒家 - 本地ヶ原 - 菱野団地 系統が走っているが、町内にバス停はない。最寄りのバス停は米泉町バス停になる。

瀬戸市コミュニティバス「上之山線」
- 瀬戸駅前 - 瀬戸口駅 - 山口駅 - サンヒル上之山 - 八草駅 系統 ： 今林町バス停（八草駅方面乗り場）

- 今林町バス停

### 道路
- 愛知県道209号愛・地球博記念公園瀬戸線[8] ： 町の西部を南北に走っている。

- 愛知県道209号標識（今林町内）

## 施設
- 大津城跡（史跡） ： 別名「今林城」。現在滋賀県の大津奉行職を代々務めた家系の末裔である大津氏が1555年（弘治元年）にこの地に築城し、1570年〜1592年（元亀・天正年間）に廃城となったと伝えられている[18]。現在は、地表から観察できる痕跡はないが、推定地北東側の児童遊園内には伝えられた由緒などを記載した碑文が建てられている[18]。
- 今林町Iちびっこ広場 ： 町の北西部にある小さな公園。すべり台・鉄棒・スプリング遊具がある。

- 大津城跡にある碑文
- 今林町Iちびっこ広場

## その他

### 日本郵便
- 郵便番号 : 489-0868[6]（集配局：瀬戸郵便局[19]）。